# Honda VT 1300 CX
Die Honda VT 1300 CX ist ein Motorrad des Fahrzeugherstellers Honda.
Die Chopper wurde am 14. Januar 2009 in New York City veröffentlicht und ab Mai 2009 ausgeliefert. In den Vereinigten Staaten wird das Motorrad unter dem Namen Fury vermarktet, der interne Werkscode lautet SC 61.

## Entwicklung
Der Motor wurde vom Cruiser Honda VTX 1300 übernommen und das Design maßgeblich von Honda Research America (HRA) in Florida entwickelt. Das Entwicklungskonzept war auf die Massenproduktion eines als Custombike erscheinenden Choppers ausgelegt.

## Technische Daten

### Antrieb
Der quer montierte, flüssigkeitsgekühlte Zweizylindermotor mit 1312 cm³ Hubraum hat eine Nennleistung von 43 kW (58 PS) und ein maximales Drehmoment von 107 Nm bei einer Drehzahl von 2250 min−1. Die beiden Zylinder des V-Motors stehen in einem Winkel von 52 Grad zueinander. Der langhubige Viertaktmotor hat eine Bohrung von 89,5 mm Durchmesser und einen Hub von 104,3 mm. Das Verdichtungsverhältnis beträgt 9,2 : 1. Die zwei Zylinderköpfe haben je eine kettengetriebene, obenliegende Nockenwelle, die über Kipphebel zwei Einlassventile und ein Auslassventil betätigt. Zwei Ausgleichswellen reduzieren Vibrationen. Die Motorwärme wird über einen schmalen Wasserkühler abgeführt, der zwischen den vorderen Rahmenrohren platziert ist.
Das Motorrad beschleunigt in 6,8 Sekunden von 0 auf 100 km/h und erreicht eine Höchstgeschwindigkeit von 165 km/h.

### Kraftübertragung
Der Primärtrieb erfolgt über Zahnräder. Die Krafttrennung erfolgt durch eine mechanisch betätigte Mehrscheiben-Ölbadkupplung, die Drehmomentumwandlung durch ein Getriebe mit fünf Gängen. Der Sekundärantrieb erfolgt durch einen Kardanantrieb.

### Elektrische Anlage
Die Starterbatterie hat eine Kapazität von 11 Ah und versorgt den elektrischen Anlasser. Die Lichtmaschine erzeugt eine elektrische Leistung von 381 Watt.

### Kraftstoffversorgung
Die Gemischbildung erfolgt durch eine als PGM-FI bezeichnete, elektronische Kraftstoffeinspritzung. Die Zündung erfolgt je Zylinder durch zwei transistorgesteuerte Zündkerzen. Der durchschnittliche Kraftstoffverbrauch beträgt 5,1 l auf 100 km. Der Kraftstofftank hat ein Volumen von 12,8 Liter. Der Hersteller empfiehlt die Verwendung von bleifreiem Motorenbenzin mit einer Klopffestigkeit von mindestens 95 Oktan und gibt eine theoretische Reichweite von 251 km an. Die Abgasnachbehandlung erfolgt durch einen geregelten Katalysator mit zwei Lambdasonden und unterschreitet die Schadstoffgrenzwerte der Abgasnorm Euro 3. Die 2-in-1-Auspuffanlage mündet auf der rechten Fahrzeugseite in einen hinter einer Chromblende liegenden Endschalldämpfer.

### Fahrwerk
Das Fahrwerk baut auf einem Doppelschleifenrahmen aus Stahl auf und hat hinten eine Zweiarmschwinge aus Aluminium. Das Vorderrad wird von einer Teleskopgabel mit 45 mm Standrohrdurchmesser geführt. Am Vorderreifen verzögert eine Scheibenbremse mit Dreikolben-Schwimmsattel, hinten eine Scheibenbremse mit Zweikolben-Festsattel. Ein optionales, teilintegrales Antiblockiersystem unterstützt die Verzögerung an beiden Bremsen. Die Zulässige Gesamtmasse beträgt 463 kg.

## Kritiken
„Japans erstes Custom-Serienbike ist ein Blickfänger, der sich auf der Straße beinahe allürenfrei fahren lässt. Trotzdem ist ein wenig Fahrerfahrung Voraussetzung, um diesen Chopper sicher bewegen zu können. Wer sich mit der bescheidenen Leistung zufriedengeben kann, erhält ein technisch ausgereiftes Motorrad mit großem Showpotenzial. Doch die Show hat ihren Preis, günstig ist die Honda keinesfalls.“

„Unterm Strich ist die VT 1300 CX ein hervorragend funktionierendes Motorrad – und ein gnadenloser Blender, der seinem Besitzer und noch mehr seinem Umfeld das ganz große Kino bietet. Der VT-Käufer bekommt ein narrensicher zu bedienendes und zuverlässiges Spielzeug, das Fahrspaß bietet, das nicht weiter beschraubt werden muss, das keine Leidensfähigkeit und keine Opferbereitschaft erfordert, und das trotzdem gegenüber Dritten jede Menge Outlaw-Image rüberbringt.“